# Z-нотація
Z-нотація (англ. Z notation, розм. зед) — формальна мова для написання специфікацій для інформаційних систем та модулів.
Базується на теорії множин Цермело — Френкеля та численні висловів першого ступеня. Специфікації складних інформаційних систем на Z будуються шляхом ієрархічної композиції схем. Схеми, своєю чергою, складаються з послідовності описань типізованих змінних та значень, які приймають ці змінні.
Z-нотацію розробив Жан-Раймон Абріаль наприкінці 1970-х років. Подальші дослідження проводились групою дослідників проблем програмування комп'ютерної лабораторії Університету Оксфорда. У 2002 році Z було стандартизовано в ISO.

## Стандарти
У 2002 році в ISO було завершено процес стандартизації Z. Стандарт має назву «Інформаційні технології — Z-нотація для формальних специфікацій — синтаксис, система типів та семантика» (англ. Information Technology — Z Formal Specification Notation — Syntax, Type System and Semantics) ISO/IEC 13568:2002. Цей стандарт можна отримати безпосередньо від ISO: 13568_2002.zip [Архівовано 10 березня 2007 у Wayback Machine.], 1 MB PDF, 196 сторінок.